# María Mariño
María Mariño Carou (Noia, 8 de junho de 1907 — Folgoso do Courel, 19 de maio de 1967) foi uma das escritoras galegas mais importantes do século XX, enquadrada dentro do movimento da Geração do 36. São de sua autoria os livros Palabra no tempo (1963) e Verba que comenza (1990).
Dividiu sua vida intelectual com uma vida discreta e distante dos cenários literários. No plenário de 7 de julho de 2006, os membros da Real Academia Galega decidiram dedicar-lhe o Dia das Letras Galegas do ano de 2007.

## Trajetória
Foi a quarta dos cinco filhos de Xosé María Mariño Pais, sapateiro, e Filomena Carou Lado, costureira. Seus irmãos eram: María de la Concepción (1898), Emilio (1901), Cándido (1902) e Asunción (1908). Sua infância e juventude estiveram marcadas pelas dificuldades econômicas da família. Em Noia, estudou por pouco tempo com freiras, e logo começou a trabalhar como costureira. Posteriormente, trasladou-se a Escarabote no concelho de Boiro, onde uma parente sua, Consuelo, trabalhava de cozinheira no Paço de Goiáns. Se acredita que foi este o lugar onde ela tenha tomado paixão pela leitura, devido à existência de uma biblioteca no Paço., embora Esperanza Mariño (2017) tenha discordado desta teoria
Após o início da Guerra Civil Espanhola, marchou para Berango, Biscaia, onde sua irmã mais velha, Concha, vivia casada com um marinheiro basco. Após a conquista daquela área pelas tropas de Franco, ela retornou a Boiro, onde ministrou aulas para crianças. Lá, conheceu o professor compostelano Roberto Pose Carballido, dono de uma escola em Escarabotiño, com quem se casou na igreja de Santiago de Lampón, em 31 de maio de 1939.
Em 1943, mudou-se a Arzúa, e depois regressou a Biscaia, após seu esposo ser designado a Elantxobe para lecionar no curso de 1945-1946. De lá, pôde visitar sua família, que haviam se transferido de Berango para o bairro de Algorta, em Getxo. Regressou à Galiza grávida, para dar a luz nas Casas Baratas das minas de San Fins, em Lousame, onde contava com assistência médica devido a que ali trabalhava o seu irmão Emilio, mecânico, e também pela presença de sua mãe, Filomena, já viúva. Com trinta e nove anos, deu a luz em 6 de setembro de 1946 a um filho, Roberto Pose Mariño, que morreu, em 10 de outubro no mesmo ano, de uma Gastroenterite aguda.

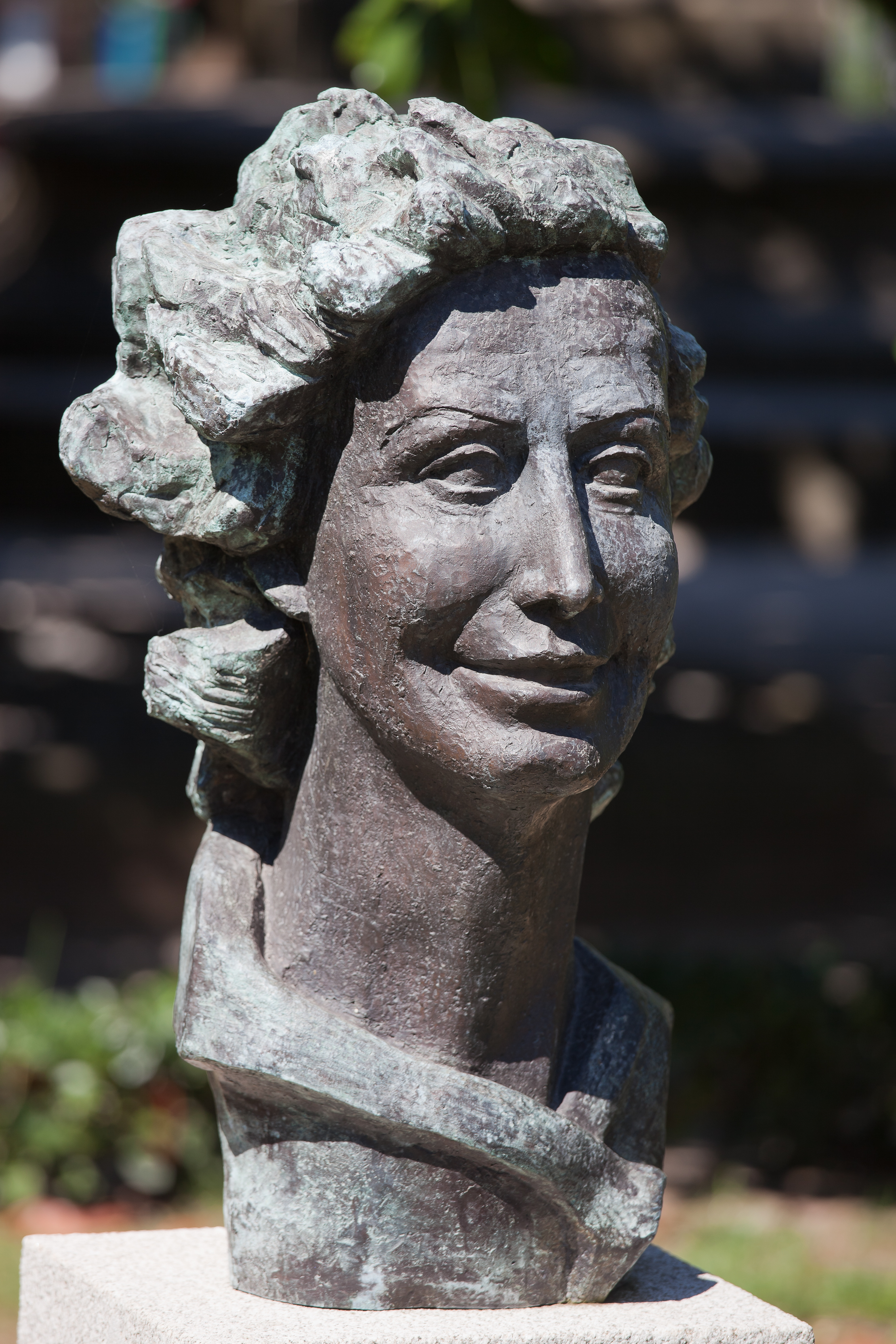
Busto em Noia, obra de Soledad Penalta.

Devido a um conselho médico, o casal trasladou-se à localidade de Parada, em Folgoso do Courel, por conta da depressão nervosa que sofria a escritora. Ali passou os anos restantes de sua vida, realizando algumas visitas ocasionais a Noia, Monforte de Lemos e Corunha.
Em maio de 1967 faleceu de leucemia, e seus restos mortais repousam no cemitério de Seoane do Courel.

## Criação literária

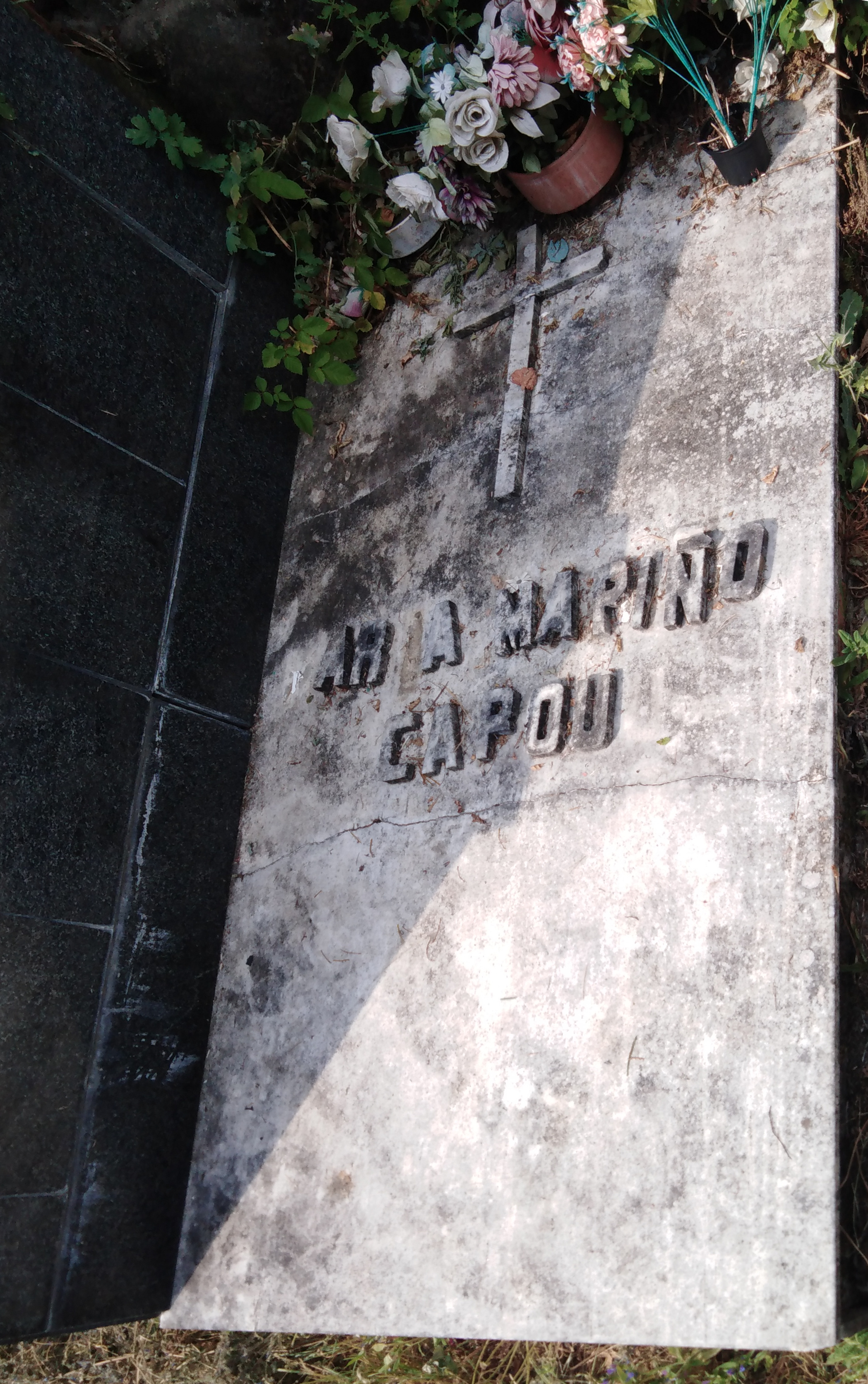
Tumba de María Mariño

Em meados da década de 1950, María Mariño começou a escrever poemas, primeiro em castelhano e depois em galego. Depois, nos arredores do Courel, conheceu o poeta Uxío Novoneyra, que promoveu a publicação destes versos. Palabra no tempo foi editado no ano de 1963 na coleção "Tesos cumes" da Ediciones Celta, de Lugo, com prefácio de Ramón Otero Pedrayo e ilustrações de Reimundo Patiño.
| “                          | Na peculiar experiência de María Mariño o seu ser individual não se funde com Ser total, com a sorte de Deus. Não se trata de alguém unido à maneira dos místicos espanhóis da Idade de Ouro de sua literatura. É, ao contrário, a matéria o elemento total que aflige o ser pessoal de María Mariño e o "come" submete e aniquila [sic] | ” |
| — Xosé Luís Méndez Ferrín. | |   |

Com pouca relação no mundo literário, o isolamento e a marginalidade que caracterizaram o trabalho criativo das mulheres em muitas ocasiões condicionaram a recepção de seu trabalho, e em alguns momentos até se levantou dúvidas sobre sua existência e a autoria dos seus poemas. Em 1990, mais de trinta anos após o seu falecimento, os poetas Uxío Novoneyra e Antón Avilés de Taramancos promoveram a edição dos seus últimos poemas. O volume, intitulado Verba que Comenza, finalizado pela autora em março de 1967, dois meses antes de sua morte, foi publicado pelo concelho de Noia, com estudo de Carmen Blanco García. A sua poética é radicalmente intimista, com linguagem rupturista.
| “                 | Foi a primeira poetisa mística da Galiza. Uma mística sem dogma com todo o patetismo que dá a iminência da própria morte ainda mais quando esta é prematura [sic] | ” |
| — Uxío Novoneyra. | |   |

Além destes trabalhos, escreveu dois textos narrativos em castelhano: "Los años pobres. Memoria de guerra y posguerra", obra desaparecida, conhecida apenas por uma menção feita por Novoneyra; e "Más allá del tiempo", de 1965., desaparecida durante mais de quarenta anos, encontrada e publicada em 2007 pela Alvarellos Editora, com edição de Helena González Fernández

## Lista de obras

### Poesia em galego
- Palabra no tempo (1963, Ediciones Celta).[13]
- Verba que comenza (1990, Concello de Noia).[17]

### Narrativa em castelhano
- Los años pobres. Memoria de guerra y posguerra (inédita).
- Más allá del tiempo (2007, Alvarellos Editora).[19]

### Compilações
- Obra completa (1994, 2006, Xerais), edición de Victoria Sanjurjo Fernández.[21]
- Antoloxía poética (2007, Galaxia), édición de Patricia Arias Chachero.[22]